# Thit Jensen taler om moderskabet
|  | Denne artikel er oprettet af botten Steenthbot ud fra en ekstern database. Den kan derfor have sproglige fejl eller mangler. Denne skabelon kan fjernes efter kontrol af indholdet. |

Thit Jensen taler om moderskabet er en dansk dokumentarisk optagelse fra 1941.

## Handling
Forfatterinden Thit Jensen holder en kort tale om moderskabet. Konklusionen på hendes budskab: Kan det maskuline samfund ikke tilsikre moderskabet trygge kår, så må matriarkatet vende tilbage!